# Campeonato Mundial de Atletismo Sub-20 de 2016 - 1500 m feminino
A prova dos 1500 metros rasos feminino do Campeonato Mundial de Atletismo Sub-20 de 2016 ocorreu entre os dias 22 e 24 de julho em Bydgoszcz, na Polônia. 

## Recordes
Antes desta competição, os recordes mundiais e do campeonato nesta prova eram os seguintes:
|     | Nome           | Nacionalidade | Tempo   | Local     | Data                  |
| --- | -------------- | ------------- | ------- | --------- | --------------------- |
| WJR | Lang Yinglai   | China         | 3:51.34 | Xangai    | 18 de outubro de 1997 |
| CR  | Faith Kipyegon | Quênia        | 4:04.96 | Barcelona | 15 de julho de 2012   |
| WJL | Gudaf Tsegay   | Etiópia       | 4:00.18 | Eugene    | 28 de maio de 2016    |

## Medalhistas
| Ouro                 | Prata             | Bronze                 |
| Adanech Anbesa (ETH) | Fantu Worku (ETH) | Christina Aragon (USA) |

## Cronograma
Todos os horários são locais (UTC+1).
| Data        | Hora  | Evento        |
| ----------- | ----- | ------------- |
| 22 de julho | 11:20 | Eliminatórias |
| 24 de julho | 16:45 | Final         |

## Resultados

### Eliminatórias
Qualificação: Os 4 primeiros de cada bateria (Q) e os 4 tempos mais rápidos (q). 
| Posição | Bateria | Atleta                   | Nacionalidade  | Tempo   | Notas           |
| ------- | ------- | ------------------------ | -------------- | ------- | --------------- |
| 1       | 2       | Winfred Nzisa Mbithe     | Quênia         | 4:12.39 | Q               |
| 2       | 2       | Alexa Efraimson          | Estados Unidos | 4:13.12 | Q               |
| 3       | 2       | Fantu Worku              | Etiópia        | 4:13.84 | Q               |
| 4       | 1       | Adanech Anbesa           | Etiópia        | 4:15.53 | Q               |
| 5       | 2       | Bobby Clay               | Grã-Bretanha   | 4:15.79 | Q               |
| 6       | 1       | Joyline Cherotich        | Quênia         | 4:16.41 | Q,              |
| 7       | 1       | Beatha Nishimwe          | Ruanda         | 4:17.85 | Q               |
| 8       | 1       | Christina Aragon         | Estados Unidos | 4:18.93 | Q               |
| 9       | 2       | Lili Das                 | Índia          | 4:19.48 | q,              |
| 10      | 2       | Olivia Burdon            | Nova Zelândia  | 4:21.49 | q               |
| 11      | 1       | Fatma Arık               | Turquia        | 4:21.81 | q,              |
| 12      | 1       | Harriet Knowles-Jones    | Grã-Bretanha   | 4:21.91 | q               |
| 13      | 1       | Lucia Stafford           | Canadá         | 4:22.38 |                 |
| 14      | 1       | Salomé Afonso            | Portugal       | 4:22.68 | Recorde pessoal |
| 15      | 2       | Nicole Hutchinson        | Canadá         | 4:22.88 | Recorde pessoal |
| 16      | 2       | Chiara Ferdani           | Itália         | 4:23.07 | Recorde pessoal |
| 17      | 2       | Lucía Rodríguez          | Espanha        | 4:24.04 |                 |
| 18      | 1       | Saija Seppä              | Finlândia      | 4:24.36 |                 |
| 19      | 2       | Dilyana Minkina          | Bulgária       | 4:25.12 |                 |
| 20      | 2       | Amy Harding-Delooze      | Austrália      | 4:25.38 |                 |
| 21      | 2       | Alondra Negrón           | Porto Rico     | 4:26.02 |                 |
| 22      | 1       | Lauren Ryan              | Austrália      | 4:26.60 |                 |
| 23      | 1       | Hala Hamdi               | Tunísia        | 4:28.04 | SB              |
| 24      | 1       | Harmilan Kaur Bains      | Índia          | 4:28.19 |                 |
| 25      | 1       | Aliaksandra Sakalouskaya | Bielorrússia   | 4:28.52 |                 |
| 26      | 2       | Damla Çelik              | Turquia        | 4:28.64 |                 |
| 27      | 1       | Lara Alemanni            | Suíça          | 4:31.42 |                 |
| 28      | 2       | Dawajila                 | China          | 4:43.38 | SB              |
| 29      | 1       | Konstanze Klosterhalfen  | Alemanha       | DNS     |                 |

### Final
A prova final foi realizada no dia 24 de julho às 16:45.  
| Posição           | Atleta                | Nacionalidade  | Tempo   | Notas                |
| ----------------- | --------------------- | -------------- | ------- | -------------------- |
| Medalha de ouro   | Adanech Anbesa        | Etiópia        | 4:08.07 |                      |
| Medalha de prata  | Fantu Worku           | Etiópia        | 4:08.43 |                      |
| Medalha de bronze | Christina Aragon      | Estados Unidos | 4:08.71 | Recorde pessoal      |
| 4                 | Winfred Nzisa Mbithe  | Quênia         | 4:09.25 | Recorde pessoal      |
| 5                 | Alexa Efraimson       | Estados Unidos | 4:10.23 |                      |
| 6                 | Beatha Nishimwe       | Ruanda         | 4:12.33 |                      |
| 7                 | Bobby Clay            | Grã-Bretanha   | 4:13.09 |                      |
| 8                 | Harriet Knowles-Jones | Grã-Bretanha   | 4:15.49 | Recorde pessoal      |
| 9                 | Joyline Cherotich     | Quênia         | 4:15.72 | Recorde da temporada |
| 10                | Lili Das              | Índia          | 4:17.29 | Recorde pessoal      |
| 11                | Fatma Arık            | Turquia        | 4:20.90 | Recorde pessoal      |
| 12                | Olivia Burdon         | Nova Zelândia  | 4:25.94 |                      |

Legenda
| Recorde mundial       | Recorde mundial (World record)               |                       | Recorde africano                      | Recorde africano (African) |                                           | Q | Classificado por posição (Qualified) |
| Recorde do campeonato | Recorde do campeonato (Championship record)  | Recorde da América    | Recorde da América (Americas)         | q                          | Classificado por melhor tempo (Qualified) |   |                                      |
| Melhor marca do ano   | Melhor marca do ano (World leading)          | Recorde asiático      | Recorde asiático (Asian)              | DNS                        | Não largou (Did not start)                |   |                                      |
| Recorde nacional      | Recorde nacional (National record)           | Recorde europeu       | Recorde europeu (European)            | DNF                        | Não terminou (Did not finish)             |   |                                      |
| Recorde pessoal       | Recorde pessoal do atleta (Personal best)    | Recorde da Oceania    | Recorde da Oceania (Oceania)          | DSQ / DQ                   | Desclassificado (Disqualified)            |   |                                      |
| Recorde da temporada  | Recorde da temporada do atleta (Season best) | Recorde sul-americano | Recorde sul-americano (South America) | NM                         | Sem marca (No mark)                       |   |                                      |